# Cliche (Hush Hush)
"Cliche (Hush Hush)" este un single semnat Alexandra Stan. Piesa a reușit să intre doar în topurile din România, Italia și Polonia, fără a se bucura de succesul avut de single-ul precedent. Pe 23 noiembrie 2012 a fost încărcată pe Youtube o variantă acustică a acestuia.

## Videoclip
Videoclipul a fost lansat pe 27 septembrie 2012 și a strâns peste 7.000.000 vizualizări pe YouTube..

## Track listing
CD Single - e² 
1. Cliche (Hush, Hush) (Maan Extended Version) - 4:25
2. Cliche (Hush, Hush) (Raf Marchesini Remix) - 6:11
3. Cliche (Hush, Hush) (Raf Marchesini Remix Edit) - 3:37
4. Cliche (Hush, Hush) (Da Brozz Remix) - 5:34
5. Cliche (Hush, Hush) (Da Brozz Remix Edit) - 3:52
6. Cliche (Hush, Hush) (Radio Edit) - 3:25

## Topuri
| Grafic                     | Poziția |
| -------------------------- | ------- |
| Italia (FIMI)              | 22      |
| Polonia(Polska Top 100)    | 77      |
| România (Romanian Top 100) | 42      |